# Фома Малеин
Фома́ Мале́ин (IX—X века) — преподобный Православной церкви. Память совершается 7 июля по юлианскому календарю.
Преподобный Фома Малеин родился в IX веке.
Сначала Фома Малеин был военачальником, который неоднократно приносил своему народу победы в битвах и войнах. За это он пользовался заслуженным авторитетом и уважением среди своих соплеменников. Однако, Фома предпочёл славе и почестям служение Богу и принял иноческий постриг. Он посещал старцев-монахов, с великим смирением ища у них наставлений в пути духовном.
Спустя несколько лет после пострига Фома, получив благословение на отшельническую пустынническую жизнь и духовно укреплённый особым откровением, полученным через пророка Илию, оставил мир и удалился на горный мыс Малею (восточная часть Афона), где вёл подвижническую жизнь, сияя добродетелями и чудесами. Верующие верили, что Бог наделил Фому Малеина благодатью и способностью исцелять страждущих от всевозможных недугов, поэтому в Афон постоянно прибывали христиане, которым Фома никогда не отказывал в участии.
Преподобный Фома Малеин скончался в X веке.
К преподобному Фоме верующие обращаются с молитвами о помощи в борьбе с болезнями.